# 大イスラエル

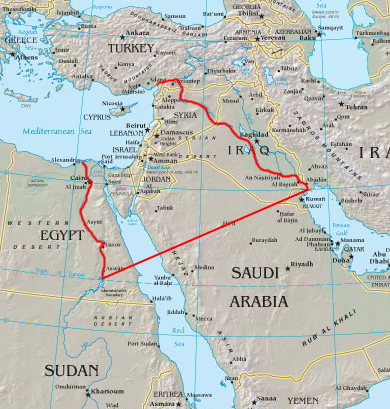
旧約聖書においてアブラハムの子孫に与えられた土地

大イスラエル（だいイスラエル、英語:Greater Israel、ヘブライ語:ארץ ישראל השלמה）は、時代的背景、聖書主義、政治的理由により、様々な意味を含む言葉である。この言葉は領土回復主義的な文脈でイスラエルの歴史的、または理想の国境を指す際に使用される。
この用語は一般的に以下の二つの意味を含む。
- 国際的にイスラエルの主権が認められている地域に加えて、ゴラン高原・ヨルダン川西岸地区・ガザ地区を含む地域。
- 西はナイル川から東はユーフラテス川までを覆う広大な地域[1]。

## 歴史

### 約束の地
聖書にはイスラエルの地理的定義が三つ記されている。
1. イシュマエル、ジムラン、ミディアン、ヨクシャンなどの全てのアブラハムの子孫に与えられたエジプトからユーフラテス川までの広大な領土[2]。
2. 出エジプト後のイスラエル12部族の間で分割された土地[3][4]。
3. (アブラハムの子孫が)足を踏み入れるすべての場所[5][6]。

### イスラエルの地
イスラエルの地(ヘブライ語:אֶרֶץ יִשְׂרָאֵל)は、南レバントを指す伝統的な名称で、カナンの地、約束の地、聖地、パレスチナなどがこの地域に含まれる。この土地の境界の定義は創世記15章、出エジプト記23章、民数記34章、エゼキエル書47章で具体的な言及があり、聖書に記されたこの土地の境界は、ヘブライ王国、北イスラエルとユダの二王国、ハスモン朝、ヘロデ王国など、歴史上確立されたイスラエル王国やその後の最大領域とは似ているが異なるものである。
ユダヤ教ではユダヤの宗教法が施行されていた土地と定義し、ユダヤ法が適用されなかった地域は除外している。また、その地域はトーラー、特に創世記、出エジプト記、民数記、申命記、ヨシュア記、および後の預言者に基づいて、神からユダヤ人に与えられた相続地であると考えている。創世記によると、その土地は最初、神からアブラハムの子孫に約束された。また、これが神とアブラハムの間の子孫に対する契約であると明確に述べている。 その約束は息子イサクと、アブラハムの孫ヤコブの子孫であるイスラエル人に引き継がれることになる。

### イスラエル王国
- ヘブライ王国（紀元前1047年～931年）は、イスラエル人が一人の王の下に統一して建国した王国である。
- イスラエル王国（紀元前930年 - 紀元前720年頃）は、ヘブライ王国の統一王制の崩壊後に成立した北イスラエルの王国である。
- ユダ王国（紀元前930年 - 紀元前587年）は、ヘブライ王国の統一王制の崩壊後に成立した南ユダヤ王国である。

### 1917年から1948年までのイギリス統治下のパレスチナ

#### バルフォア宣言

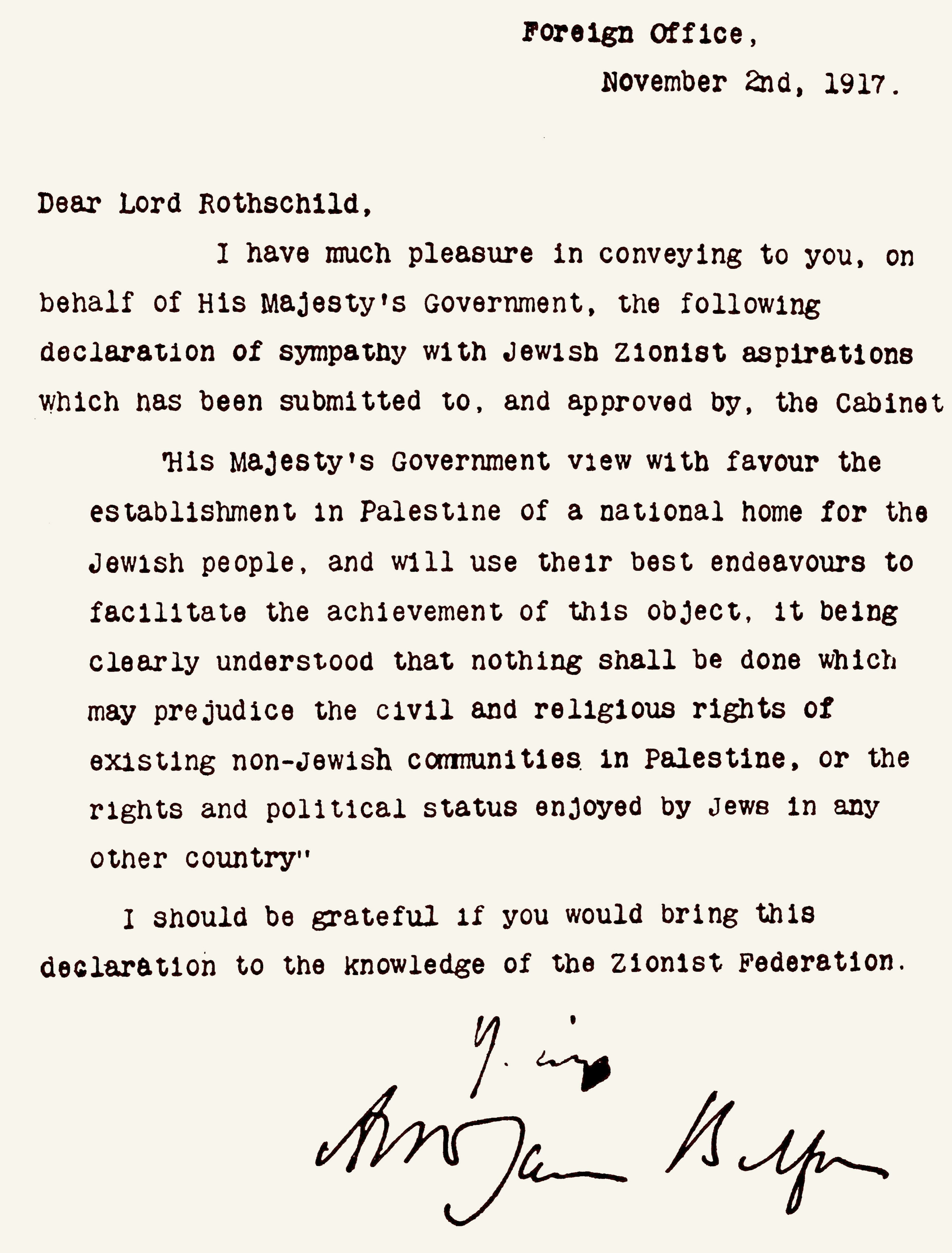
1917年のバルフォア宣言で英国政府はパレスチナ全土をユダヤ人に与えると約束した。

バルフォア宣言は、第一次世界大戦中の1917年に英国政府が出した公式声明であり、オスマン帝国領で少数派のユダヤ人が住んでいたパレスチナに「ユダヤ人の国家」を建設することを支持すると発表した。この宣言は、1917年11月2日、英国の外務大臣アーサー・バルフォアから英国ユダヤ人コミュニティの指導者ロスチャイルド卿に宛てた書簡に含まれており、英国のシオニスト連盟に送付された。宣言の本文は1917年11月9日に新聞で発表された。
パレスチナの軍事面では、シナイ・パレスチナ戦役は第一次世界大戦の中東戦域の一部であり、1915年1月から1918年10月まで行われた。この戦役によりパレスチナはイギリスの支配下に入り、1918年のムドロス休戦協定で終了し、パレスチナ西部の大半を含むオスマン帝国領シリアへの割譲につながった。 

#### イギリス委任統治時代のパレスチナ

トランスヨルダンを含むパレスチナを描くエツェルのエンブレム

べタールやエツェルなどの初期のシオニスト組織はトランスヨルダンを含むパレスチナ委任統治領を大イスラエルとみなしていた。ただしイギリス当局は、フサイン＝マクマホン協定でアレッポとダマスカスの線より東には独立アラブ国家が作られるという約束をメッカの太守であるフサイン・イブン・アリーとしていたことから、その延長上のヨルダン川東岸にもアラブ国家が必要と考え、委任統治領の東部にトランスヨルダン首長国を設立した。シオニスト組織の大部分もこれを認めトランスヨルダンに対する主張は行わなくなったが、中にはヨルダン川東岸も含めた「大イスラエル」を作らなければならないという反英の修正主義シオニズムという思想も生まれた。エツェルはこの立場に立つことになる。
1930年代半ば、トランスヨルダンを除く委任統治領では増加するユダヤ人と先住のアラブ人の対立が深まり、アラブ反乱が発生した。1937年、ピール委員会はパレスチナ委任統治領をユダヤ国家とアラブ国家に分割する案を勧告した。その年の後半にダヴィド・ベングリオンは息子に宛てた手紙の中で、分割は受け入れられるがそれはパレスチナ全土にユダヤ国家を広げるための第一歩にすぎないと述べた。ベングリオンは次のように書いている。
領土の拡大はそれ自体が重要であるだけでなく、それを通じて我々の力が増し、力が増すごとに国土全体の支配に役立つからである。たとえ国土の一部であっても、国家の樹立は現時点での我々の力を最大限に強化するものであり、国土全体を解放するという我々の歴史的努力を強力に後押しするものだ。—
ベングリオンは他の機会にも同様の意見を述べている。またハイム・ヴァイツマンも同様の意見を述べている。

### イスラエル建国当初
ニューヨーク・タイムズ紙 のジョエル・グリーンバーグは次のように書いている。「1948年のイスラエル建国時に、独立後最初の30年間イスラエルを統治したシオニスト指導部は、イギリス領パレスチナを独立したユダヤ人とアラブ人の国家に分割するという現実的な方針を受け入れた。今日のリクード党へと発展した野党の修正主義シオニストは、エレツ・イスラエル・ハシュレマ、つまり大イスラエル、文字通りイスラエル全土を求めた。」 1967年の六日間戦争中にヨルダンとエジプトからヨルダン川西岸とガザ地区を奪取したことで、イスラエルの入植地が建設された。
イツハク・シャミルは大イスラエルの熱心な支持者であり、イスラエル首相として入植者運動に資金を提供したため、実質的に政府が正当性を与えたことになる。

## 現在
2023年3月、保守政党「マフダル」のリーダーでイスラエルのベザレル・スモトリッチ財務大臣は、トランスヨルダンを含む「大イスラエル」の地図を掲げた演壇の後ろにあるパリの記念碑で演説した。この演説はヨルダンとの緊張を招いたが、スモトリッチ財務大臣の報道官は、このシンボルの存在はエツェルとつながりのある人物に捧げられたイベントの主催者によるものだと主張した（エツェルの紋章については上記を参照）。外交論争を受けて、イスラエル外務省は、イスラエルは1994年の平和条約を遵守し、ヨルダンの主権を尊重すると述べた。
また、バル＝イラン大学の教授ヒレル・ワイスのように、神殿の再建と大イスラエルに対するユダヤ人の統治の「必要性」を主張する考えも存在する。